# Alfa Muscae
Alfa Muscae (α Muscae, α Mus) je nejjasnější hvězda v jižním cirkumpolárním souhvězdí Mouchy. Pomocí měření paralaxy byla zjištěna vzdálenost této hvězdy asi 315 světelných let. Jedná se o proměnnou hvězdu typu Beta Cephei, v maximu dosahuje jasnost 2,68m.